# Цех, Бенедикт
Бенедикт Цех (нем. Benedikt Zech; род. 3 ноября 1990, Фельдкирх, Форарльберг) — австрийский футболист, защитник клуба «Райндорф Альтах».

## Клубная карьера

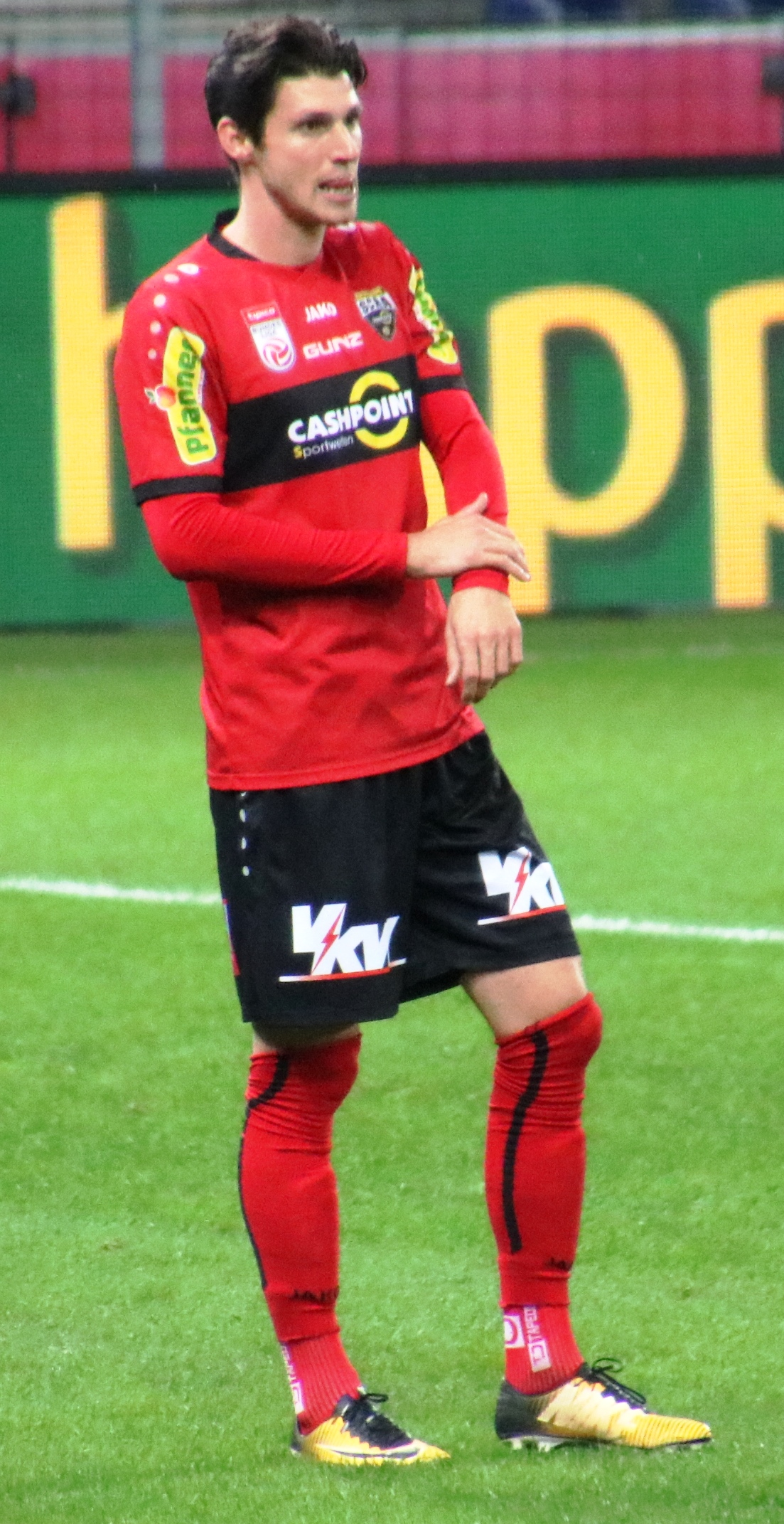
Цех в составе «Райндорф Альтах»

Цех — воспитанник клубов «Лудеш» и «Форарльберг». В 2009 году игрок подписал контракт с «Аустрией» из Лустенау. 14 июля в матче против дублёров венской «Аустрии» он дебютировал во Второй лиге Австрии. 31 октября в поединке против «Ваккера» Бенедикт забил свой первый гол за «Аустрию». В 2012 года Цех перешёл в «Райндорф Альтах». 14 сентября в матче против «Капфенберга» он дебютировал за новую команду. 25 апреля 2014 года в поединке против «Хартберга» Бенедикт забил свой первый гол за «Райндорф Альтах». По итогам сезона игрок помог клубу выйти в элиту. 21 февраля 2015 года в матче против столичной Аустрии он дебютировал в австрийской Бундеслиге.
Летом 2019 года Цех перешёл в шецинскую «Погонь». 21 июля в матче против «Легии» он дебютировал в польской Экстраклассе.